# Ronnie Knight
Pour les articles homonymes, voir Knight.
Ronald Knight (né le 20 janvier 1934 à Hoxton et mort le 12 juin 2023 à Cambridge) est un ancien propriétaire de boîte de nuit britannique et un criminel condamné.

## Biographie

### Jeunesse
Né à Hoxton dans l'East End de Londres, il a commis des infractions mineures  lorsqu'il était jeune, alors que ses frères Johnny et James étaient impliqués dans des crimes plus importants. Johnny et Knight étaient amis avec les frères Kray, mais, dit-il, n'étaient pas liés à leurs activités illégales. Il avait également un autre frère, David et une sœur, Patsy. Knight a été condamné à 15 mois de prison en 1961 pour trafic de biens volés.
Les deux clubs qu'il dirigeait, le Club des Artistes et du Répertoire (connu sous le nom de A&R) sur Charing Cross Road et son voisin Tin Pan Alley à Soho, étaient des bars fréquentés par la pègre.

### Procès criminels ultérieurs
David, le frère de Knight, a été mortellement poignardé par Alfredo Zomparelli, lui-même assassiné en 1974 après avoir été libéré à la suite d'une peine de prison pour homicide involontaire (Zomparelli avait plaidé la légitime défense). Après que le tueur à gages George Bradshaw a avoué que Knight l'avait payé 1 000 £ pour la tâche, Knight a été arrêté pour le meurtre de Zomparelli et jugé à Old Bailey en 1980; Knight a finalement été acquitté. Dans ses derniers Memoirs and Confessions (1998), Knight a déclaré qu'il avait embauché un tueur à gages, Nicky Gerard, pour effectuer le meurtre  (Gerard, plus tard également assassiné, a été acquitté au même procès que Knight)  pour venger le meurtre de son frère. Selon les règles de double incrimination en vigueur à l'époque, cela signifiait qu'il ne pouvait pas être jugé une deuxième fois, bien que Knight ait de nouveau nié sa responsabilité en 2002 

#### Connexion au vol de 1983 par Security Express
Knight a fui en 1984, à la suite de l'arrestation de son frère pour le vol d'un dépôt de Security Express. Il a passé une décennie en fuite vivant sur la Costa del Sol en Espagne, John Knight a ensuite été emprisonné en juin 1985 pendant 22 ans pour avoir co-organisé le vol. Leur autre frère survivant, James, faisait partie des autres membres du gang et a été condamné à huit ans de prison pour avoir manipulé de l'argent volé,. Tout en évitant l'extradition en Espagne, Ronnie Knight dirigeait un restaurant indien nommé Mumtaz et une discothèque éponyme, RKnights, théâtre de crimes violents, y compris une attaque physique contre Knight. Au milieu des années 1990, il était en difficulté financière.
Après son retour en Grande-Bretagne en mai 1994, Knight a été emprisonné pendant sept ans en janvier 1995 pour avoir manipulé 300 000 £ d'argent volé lors du vol à main armée de 6 millions de £ dans un dépôt de Security Express à l'est de Londres en 1983. Il a dit qu'il n'était pas impliqué dans le vol, et l'avocat de la poursuite Michael Worsley QC a convenu que l'accusation devrait  en rester au dossier, mais Knight a plaidé coupable pour avoir manipulé les billets de banque volés. Le juge Gerald Gordon a déclaré lors de la condamnation de Knight : « De toute évidence, je ne sais pas quel rôle précis vous avez joué. Mais les voleurs professionnels tels que ceux qui sont impliqués ne vont pas remettre le genre de sommes que vous avez reçues, à moins que la personne à qui ils les donnent ne soit très profondément impliquée ».

### Vie privée
Ronnie Knight a quitté sa première femme pour épouser l'actrice Barbara Windsor en 1964; le couple a divorcé en 1985. En 1987, il a épousé Sue Haylock, sa troisième femme, à Fuengirola .

## Publications
- Ronnie Knight: Mémoires et confessions . Blake Publishing, Londres, 1998. (Avec Peter Gerrard)  (ISBN 1857822129)
- Gotcha!: L'histoire inédite du plus grand vol d'argent britannique . Sidgwick & Jackson, Londres, 2002. (Avec John Knight, Peter Wilton et Pete Sawyer)  (ISBN 978-0283073267)